# Stockholms Allmänna Lawntennisklubb
Stockholms Allmänna Lawntennisklubb (SALK), är en tennisklubb bildad 1913.  Verksamheten bedrivs i SEB SALK-hallen vid Alviks torg i Bromma. I hallen finns 14 banor med underlaget Plexipave. Från maj till augusti är klubbens utomhusbanor i Riksby, Bromma, öppna för spel. Här finns fem grusbanor i anslutning till ett klubbhus med café. I augusti 2011 arrangerades Junior-SM på dessa banor.
SALK är en av de största svenska tennisklubbarna sett till antalet medlemmar. Klubben har i dag ca 1 900 medlemmar och av dessa är runt 400 personer inskrivna i tennisskolan och närmare 100 i klubbens elit- och junioravdelning. Andra verksamheter som bedrivs dagligen är vuxenkurser och Ungdomstennisen.
I SALK finns även ett antal "klubbar i klubben" till exempel Damklubben (Sveriges största damtennisklubb), KLAS (för tidigare tävlingsspelare) och 1890 (veteranklubb).
Fyra gånger per år ges tidningen SALK-bollen ut. Tidningen skickas ut till klubbens medlemmar, salkarna. De salkare som nått störst internationella framgångar är Björn Borg och Nicklas Kulti.
Perioden kring varje årsskifte, från annandag jul till trettondagen, upptas varje bana i Salkhallen av tävlingsspel. Klubben arrangerar då den stora juniortävlingen SALK Open för ungdomar upp till 18 år. Tävlingen har ett deltagarantal kring 1 000. Den äldsta klassen är sanktionerad av ITF och ger internationella juniorrankingpoäng.  
Sedan 2002 spelas Salk Ladies som är en internationell damtävling. Från att tidigare ha spelats utomhus i maj på klubbens utebanor, spelas nu tävlingen i Salkhallen i februari.
SALK är delägare i Stockholm Open. Ägardelningen ser ut enligt följande: SALK (40 %), KLTK (40 %) och Stockholms tennisförbund, Tennis Stockholm, (20 %). 
SALK har både herr- och damelitlaget representerade i högsta serien i seriespelet, Elitserien. Herrlaget vann Elitserien 2009 och kan därför titulera sig svenska mästare.